# Roland Trebicka
Roland Trebicka (ur. 17 stycznia 1947 w Korczy, zm. 6 marca 2013 w Tiranie) – albański aktor teatralny i filmowy.

## Życiorys
Karierę sceniczną rozpoczął w czasie służby wojskowej, występując w wojskowym zespole estradowym. W 1971 rozpoczął pracę w Teatrze Narodowym w Tiranie, z którym był związany do roku 1999. Potem przez lata występował w zespole Publimedia, by po przerwie jeszcze raz powrócić na scenę narodową.
Karierę filmową rozpoczął jeszcze jako dziecko, występując w epizodycznej roli Kosty w filmie Debatik. Wystąpił w sześciu filmach fabularnych.
W 2011 zachorował na raka płuc, wskutek czego ograniczył do minimum działalność sceniczną. Kuracja przeprowadzona we Francji, na koszt rządu albańskiego zakończyła się niepowodzeniem.
Roland Trebicka został uhonorowany tytułem Zasłużonego Artysty (alb. Artist i Merituar), a także tytułem honorowego obywatela Korczy. Żonaty, miał dwie córki (Evis i Manjolę). Manjola Trebicka jest znaną w Albanii pianistką.

## Role filmowe
- 1961: Debatik jako Kosta
- 1978: Koncert në vitin 1936 jako Nesti
- 1979: Radiostacioni
- 1984: Endërr për një karrigë jako Vaska
- 1996: Gjumi i gjate
- 1998: 8 Persona plus jako Filip
- 2004: Tifozet (serial telewizyjny)
- 2011: Dua një gënjeshtar